# Eva Marie
Natalie Eva Marie Nelson (ur. 19 września 1984 w Walnut Creek) – amerykańska wrestlerka i aktorka.

## Wczesne życie i wykształcenie
Natalie Eva Marie Nelson urodziła się 19 września 1984 roku w Walnut Creek w stanie Kalifornia.
W dzieciństwie miała aspiracje, aby został piłkarką, ale przeszkodziły jej w tym urazy więzadeł. Ukończyła college z tytułem Bachelor of Arts z zarządzania,

## Kariera wrestlerska
Po ukończyeniu college'u przeprowadziła się do Los Angeles, z zamiarem zaczęcia kariery modelki i aktorki. W tym czasie WWE prowadziło w mieście konkurs Diva Search, którego celem była rekrutacja nowych wrestlerek, wówczas nazywanych przez firmę diwami. Eva Marie wzięła udział i wygrała, a po czterech tygodniach próbnych, debiutowała w produkowanym przez WWE reality show Total Divas. Szybko charakterystyczne stały się dla niej czerwone włosy i przyjęła rolę heela.
Jako wrestlerka kilkukrotnie przenosiła się z programu NXT, który kładł nacisk na rozwój zawodników, do jednego z głównych programów, Raw lub Smackdown, i z powrotem. W 2016 roku została zawieszona za naruszenie firmowej polityki zdrowotnej i antydopingowej. W 2017 roku jej umowa została rozwiązana.
W 2021 roku powróciła do WWE, jednak już parę miesięcy później została ponownie zwolniona, tym razem z powodu cięć budżetowych.

## Kariera aktorska
Po swoim pierwszym odejściu z WWE w 2017 roku skoncentrowała się na karierze aktorskiej. Wystąpiła w takich filmach jak Manipulacja i Plan ocalenia.
Po ponownym odejściu z WWE w 2021 roku zagrała w serialu Rajskie Miasto Prime'a i główną rolę w filmie akcji Phoenix.